# Жаланаш (Восточно-Казахстанская область)
Жаланаш (каз. Жалаңаш) — село в Тарбагатайском районе Восточно-Казахстанской области Казахстана. Входит в состав Куйганского сельского округа. Код КАТО — 635851200.

## Население
В 1999 году население села составляло 402 человека (214 мужчин и 188 женщин). По данным переписи 2009 года, в селе проживал 271 человек (134 мужчины и 137 женщин).